# Museo de la Piedra de Campaspero
El Museo de la Piedra es un museo situado en la localidad de Campaspero, en la provincia de Valladolid, comunidad autónoma de Castilla y León, España.
Inaugurado el 3 de abril de 2014 tras seis años de obras, se sitúa en las antiguas escuelas de instrucción primaria del municipio edificadas en 1927.

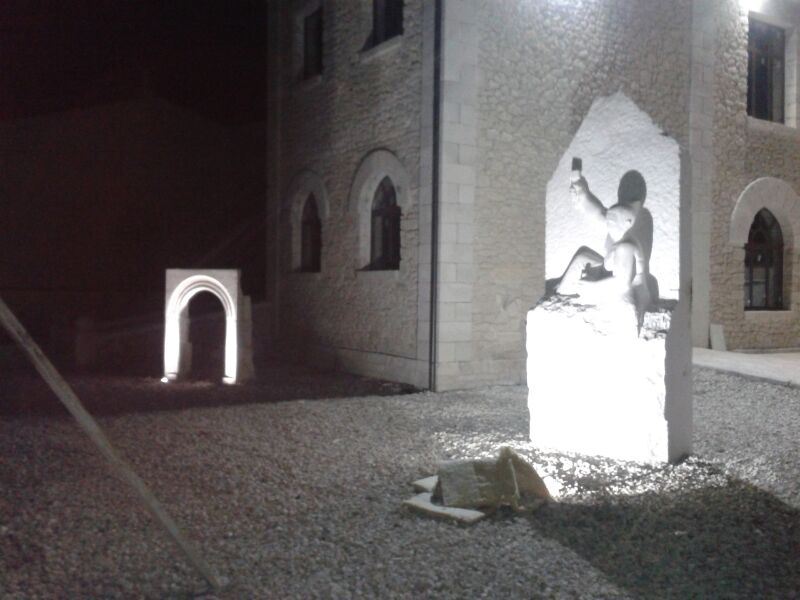
Vista del patio del Museo, con la escultura del cantero esculpiéndose a sí mismo obra de Lorenzo Luque.

Se trata del primer museo dedicado a la piedra y la cantería en Castilla y León;  la cantería es la principal actividad industrial del municipio gracias a la explotación de la caliza de Campaspero.
Uno de los dos edificios está dedicado a exposiciones itinerantes y temporales. El otro tiene una exposición fija en que se muestra una gran cantidad de herramientas y utensilios de cantería así como algunos productos de la tierra y objetos etnográficos de costumbres y vestimentas.  En un pasillo lateral están expuestas a modo de monolitos diferentes clases de piedra no solo de Campaspero sino de distintas comunidades de Castilla y León; todos tienen una placa indicativa como apoyo didáctico. En el espacio central entre las dos alas  se conserva un pozo antiguo que sirvió para abastecer de agua en los tiempos en que el edificio fue la sede de las escuelas.